# 스기노촌 (시가현)
스기노촌(杉野村)은 시가현 이카군에 설치되었던 촌이다.